# Magí Camps Martín
Magí Camps Martín (Barcelona, 1961) es filólogo y periodista.

## Biografía
Ha desarrollado su vida profesional en el periódico barcelonés La Vanguardia, donde ejerce de redactor jefe de Edición. Es el responsable lingüístico del rotativo, tanto de la edición en español como de la edición en catalán. Coordina el equipo de correctores y traductores que elaboran las dos ediciones, y que pusieron en marcha la edición del rotativo en catalán en el año 2011. Fue el coordinador del Libro de redacción de La Vanguardia, el libro de estilo que se publicó en el 2004 (editorial Ariel). Es profesor de Traducción Periodística de la Facultad de Traducción e Interpretación de la Universidad Pompeu Fabra. El año 2011 fue galardonado con el Premio Nacional de Periodismo Miguel Delibes, por el artículo El rosco de los americanismos, publicado en La Vanguardia, en la sección Letra Pequeña, que publica desde abril del 2005. Desde diciembre del 2017 es miembro de la Secció Filològica del Institut d'Estudis Catalans. 

## Obra
- Libro de redacción. La Vanguardia, coordinador. Editorial Ariel, Barcelona, 2004 (agotado).
- Canvi d'agulles, Enric Gomà, coordinador. Autor del capítulo "Prefixos i compostos: la regla que confirma l'excepció". RBA La Magrana, Barcelona, 2015.
- Two Editions with their Own Soul. In: Jörg Porsiel (Ed.): Machine Translation. What Language Professionals Need to Know. BDÜ Weiterbildungs- und Fachverlagsgesellschaft mbH, Berlín 2017, ISBN 978-3-93843-094-1, pp. 252–257.
- Parla’m amb estil. Eumo  Editorial, Vic, 2020.
- Sucamulla. Univers, 2022.